# Elasmus arumburinga
Elasmus arumburinga är en stekelart som beskrevs av Girault 1920. Elasmus arumburinga ingår i släktet Elasmus och familjen finglanssteklar. Inga underarter finns listade i Catalogue of Life.